# Kornelija Connelly
Kornelija Connelly (rođena kao Kornelija Peacock; Philadelphia, 15. siječnja 1809. – St Leonards-on-Sea, 18. travnja 1879.) bila je američka učiteljica te utemeljiteljica Družbe Svetog Djeteta Isusa.

## Životopis

### Mladost
Rođena je u Philadelphiji u obitelji Ralpha Williama Peacocka st. i Mary Swope, gdje je odgajana kao prezbiterijanka. Nakon što joj je otac umro 1818. i majka 1823., Kornelija je ostala siroče u dobi od 14 godina. Nakon toga odlazi živjeti sa svojom polusestrom Isabellom i njezinim suprugom Austinom Montgomeryjem.
Godine 1831. krštena je u protestantskoj episkopalnoj crkvi i, unatoč protivljenjima svoje obitelji, udala se za protestantskog svećenika Piercea Connellyja. Njih su se dvoje preselili u Natchez u Mississippiju, gdje je Pierce obnašao dužnost rektora crkve Svetog Trojstva. Par je imao sina Mercera i kćer Adeline.

### Obiteljski život
Godine 1835. val antikatoličkog nezadovoljstva zahvatio je SAD zbog masovne imigracije katolika iz Europe. Posljedično, Connellyjevi su se zadubili u proučavanje katoličkih vjerovanja i običaja. Uskoro je Pierce postao toliko nesiguran u vlastita uvjerenja da je dao ostavku na svojoj župi i otišao u St. Louis kako bi se posavjetovao s biskupom Josephom Rosatijem o obraćenju.
Čineći to, Pierce je žrtvovao obećavajuću karijeru, kao i financijsku sigurnost svoje obitelji. Njegova supruga ga je, međutim, u potpunosti podržavala. Od tada se obitelj spremala na odlazak u Italiju. U međuvremenu Kornelija je već bila primljena u Katoličku Crkvu dok je u New Orleansu čekala na odlazak.
U Rimu je Pierce podnio zamolbu za prijam u Crkvu tako uvjerljivo da je, nakon susreta s Pierceom u osobnoj audijenciji, papa Grgur XVI. bio dirnut do suza. Dva mjeseca kasnije primljen je u Crkvu.
Budući da se od svećenika latinskog obreda Crkve zahtijeva celibat, vatikanski su mu dužnosnici predložili da razmotri istočni obred, koji zaređuje oženjene muškarce – osobito jer je Kornelija ponovno bila trudna. Budući da je bio ambiciozan čovjek, Pierce je zanemario savjet. U SAD-u nije bilo župa istočnog obreda u kojima bi mogao služiti, a biskupi istočnog obreda mogu postati samo oni koji su u celibatu. Obitelj je boravila u Rimu, u palači engleskog katolika Johna Talbota, 16. grofa od Shrewsburyja. Connellyjevi su se preselili u Beč, gdje im se rodilo treće dijete John Henry. No u srpnju je bankovna kriza u SAD-u natjerala Piercea da se vrati u Natchez kako bi pronašao posao. Ponuđeno mu je mjesto na isusovačkom koledžu u Grand Coteauu u Louisiani. Tamo je predavao engleski, dok je 29-godišnja Kornelija predavala glazbu na ženskoj akademiji.
U ljeto 1839., njihovo četvrto dijete, Marija Magdalena, umrlo je šest tjedana nakon rođenja. Početkom 1840., još uvijek tugujući zbog djetetove smrti, Kornelija se prvi put povukla u tišinu od tri dana. U veljači se njezin dvogodišnji sin John Henry igrao sa svojim psom, kada ga je pas slučajno gurnuo u posudu s kipućim šećerom. Nije bilo dostupnog liječnika pa je od teških opeklina preminuo u Kornelijinim rukama nakon 43 sata. Osam mjeseci kasnije, dok se sam povlačio u tišinu, Pierce ju je obavijestio da je sada siguran u svoj svećenički poziv u Katoličkoj Crkvi. Kornelija je bila svjesna da bi to značilo njihovo doživotno razdvajanje i raspad obitelji. Potaknula ga je da ponovno razmisli o svojoj želji. Par je pristao na razdoblje življenja celibata.
Kornelija je u već bila trudna s njihovim petim djetetom, Frankom, rođenim u proljeće 1841. godine. Pierce je godinu dana iza suprotno savjetu obiteljskog prijatelja, biskupa Antoinea Blanca iz New Orleansa, prodao je njihov dom i otišao u Englesku, gdje je 9-godišnjeg Mercera smjestio u internat i neuspješno se prijavio za ulazak u isusovce. Kornelija je ostala s dvoje mlađe djece u maloj kućici na imanju samostana u Grand Coteauu, vodeći život redovnice rada i molitve. Godine 1843. Pierce je stigao u Rim, gdje ga je papa Grgur uputio da dovede svoju obitelj kako bi službenici mogli o tome razgovarati s Kornelijom. Pierce se vratio u SAD, vodeći svoju obitelj sa sobom u Rim, gdje su se smjestili u velikom stanu u blizini Palazzo Borghese. Nakon što je primio Kornelijin osobni pristanak za zaređenje njezina supruga, papa je organizirao brzo dopuštenje, a u roku od tri mjeseca par se formalno razveo. Kornelija se s bebom i njegovom dojiljom preselila u kuću za povlačenje u samostanu na vrhu Španjolskih stuba. Adeline je išla u samostansku školu, gdje joj je majka predavala engleski i glazbu. Pierce je primio tonzuru i započeo teološki studij, nadajući se da će postati isusovac. Međutim, Vatikan je uredio da može posjećivati svoju ženu i djecu jednom tjedno, a isusovci nisu odobravali tako česte kontakte. U svibnju 1844. papa Grgur pokazao je svoju zahvalnost za ovaj „veliki ulov” za crkvu poslavši golemu ribu, netom izvučenu iz Tibera.

### Družba Svetog Djeteta Isusa
Kornelija je imala posljednji razgovor s Pierceom prije nego što je pristupio višim redovima, moleći ga da se vrati normalnom obiteljskom životu. Ali on je inzistirao na svome ređenju. U skladu sa zahtjevima kanonskog prava, Kornelija je izrekla zavjet trajne čistoće, pustivši svog muža na ređenje. U lipnju je Pierce zaređen te je održao svoju mladu misu pod kojom je njegova kćer ima prvu svetu pričest, dok je Kornelija pjevala u zboru.
Kardinal vikar Rima preporučio joj je da je njezina prva dužnost brinuti se za 10-godišnju Adeline i 5-godišnjeg Franka te da nema obvezu postati časna sestra. Ipak, odlazi u Englesku da školuje katoličke djevojke i siromašne. Uz pomoć Piercea, koji je i sam bio na putu za Englesku kao kapelan lorda Shrewsburyja, sastavila je skup pravila za novu vjersku kongregaciju, koju je htjela nazvati „Društvo Svetog Djeteta Isusa”. Kako bi izbjegao skandalizaciju engleskih protestanata, biskup Nicholas Wiseman ukinuo je dozvolu za posjete koju je par imao u Rimu. Dopisivanje će im u budućnosti bilo jedini kontakt. Na Kornelijinu muku, Wiseman je također inzistirao da pošalje Adeline i Franka u internat.
Kornelija je poslana u veliki samostan u crkvi Svete Marije u Derbyju. Ubrzo je vodila dnevnu školu za 200 učenika, večernju školu za radnice i prepun program nedjeljne škole, kao i obučavanje novakinja svoje „Družbe Svetog Djeteta Isusa”. Institut, čiji se ustav temelji na isusovačkom, i dalje je posvećen poučavanju mladih žena i upravlja školama prvenstveno u Sjedinjenim Državama.
Nakon godinu dana potpune razdvojenosti, Pierce je nenajavljen stigao u samostan vidjeti svoju ženu. Kornelija je bila uznemirena i rekla mu da ne ponavlja posjet. Napisao joj je pismo prijekora, a ona mu je odgovorila s gorčinom, priznajući njegovu kontinuiranu fizičku privlačnost prema njoj i njezine poteškoće u prevladavanju toga. U prosincu 1847. položila je redovničke vječne zavjete i službeno je postavljena za generalnu poglavaricu Družbe. Pierce nije prisustvovao ceremoniji jer se nije slagao s jurisdikcijom biskupa Wisemana nad njegovom ženom.
U siječnju 1848. udaljio je djecu iz škola ne obavijestivši njihovu majku. Smjestio je 6-godišnjeg Franka u tajni dom dok je vodio Mercera i Adeline sa sobom u Europu, nadajući se da će ga Kornelija slijediti. Umjesto toga, zavjetovala se da će ostati vjerna svojim obvezama kao poglavarica nove zajednice. Pierce je otišao u Rim, predstavljajući se kao osnivač „Društva Svetog Djeteta Isusa”, predstavivši Kongregaciji za širenje vjere svoju verziju društva, u nadi da će mu to pomoći da stekne kontrolu nad svojom ženom. Njegovi napori su spriječeni kada je Kornelija čula za njih, ali je ostao upisan kao suosnivač društva, što je u budućnosti izazvalo popriličnu pomutnju. Po povratku, Pierce je posjetio Korneliju, donoseći joj dar od pape Pija IX. Ipak, ona je odbila vidjeti Pierca osim ako on ne pristane vratiti Adeline njezinoj brizi. Bio je bijesan kada biskup Wiseman nije mogao podmiriti troškove vezane uz škole te je naredio da Kornelija preseli svoje časne sestre u njegov okrug u St. Leonard's-on-Sea u Sussexu. Pierce je bio uvjerena da je to biskupov trik kako bi stekao veću kontrolu nad njom.
Čak je pokrenuo i tužbu protiv nje koja je postala poznata u Engleskoj. „Connelly protiv Connellyja” bio je veliki skandal koji je, tvrdio je Pierce, Kornelija mogla izbjeći samo tako da se vrati živjeti s njim. Lord Shrewsbury ju je zamolio da napusti Englesku kako ne bi osramotila cijelu Katoličku Crkvu u Engleskoj. Ona je to odbila, vjerujući da bi time iznevjerila i svoje zavjete i svoj institut. Biskup Wiseman podržao je njezinu odluku i osigurao odvjetnike za njezinu obranu. Sud je ipak bio protestantski, a izjava koju je potpisao Pierce u potpunosti je izostavila njegovo obraćenje u Katoličku Crkvu te ređenje za katoličkog svećenika. U njemu se tražilo da se Kornelija „po zakonu prisili da se vrati i da mu osigura bračna prava”.
Kornelija je imala dvije mogućnosti: prisilno vraćanje k Pierceu ili zatvor. Njezini su se odvjetnici odmah žalili na slučaj Tajnim vijeću da je poštedi ovoga. Mišljenje javnosti bilo je naklonjeno Pierceu, a na „Dan Guya Fawkesa”, u paradi su nošeni likovi Wisemana i Kornelije kroz Chelsea. Ona i biskup bili su osuđeni s protestantskih propovjedaonica. Naposljetku je Tajno vijeće suspendiralo presudu u korist Piercea, naloživši mu da plati troškove obiju strana kao preduvjet za drugo ročište. Korneliju se više nije moglo prisiliti da mu se vrati, ali nije mogla vratiti skrbništvo nad svojom djecom jer su, prema britanskom zakonu, žena i djeca muškarca bili njegovo vlasništvo. Mercer je otpremljen ujaku u SAD, a Frank je smješten u školu.
Pierce je i sam zarađivao za život pisanjem traktata protiv isusovaca, pape, katoličkog morala i kardinala Wisemana, što je sve služilo da Kornelija ostane u javnosti do te mjere da je morala poduzeti mjere opreza protiv otmice od svog muža. Kad je slučaj konačno odbačen 1857., Pierce je odveo Adeline i Franka u inozemstvo. Zadržao je Adeline uz sebe, dok se Frank nastanio u Rimu i postao priznati slikar. Kornelija nikada više nije vidjela Mercera; umro je od žute groznice u New Orleansu, u dobi od 20 godina. Otuđenje njezine djece bila je najveća patnja koju je proživjela. Sama Kornelija izjavila je da je Družba Svetog Djeteta „utemeljena na slomljenom srcu”.

### Smrt i ostavština
Kornelija je umrla 18. travnja 1879. u mjestu St Leonards-on-Sea u Sussexu gdje je osnovala školu Mayfield. Njezinom željom tu je i pokopana.
Dana 13. lipnja 1992. Katolička Crkva proglasila je Korneliju časnom službenicom Božjom.

## Vanjske poveznice
- Cornelia Connelly Library (engl.)